# Richtpfahl (Hinrichtung)

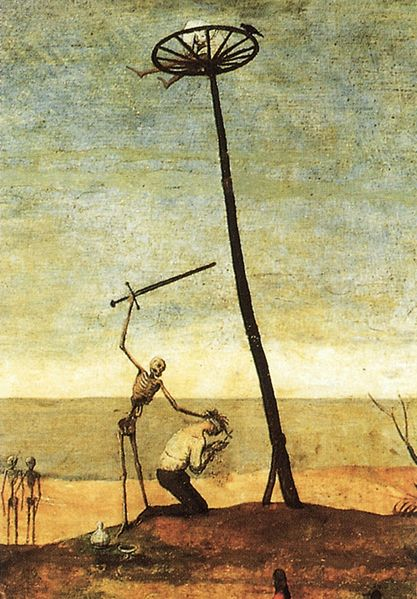
Detail aus Pieter Bruegels Gemälde Der Triumph des Todes (um 1562)

In der ursprünglichen Wortbedeutung wurde Richtpfahl mit Galgen gleichgesetzt. So wurde er im Althochdeutschen Wörterbuch als gabulum oder galgo genannt.
Der Richtpfahl ist tatsächlich Teil eines Instruments zur Hinrichtung, doch zu zwei verschiedenen Hinrichtungsmethoden. Er ist zum einen der Teil eines Würgegalgens, an dem der Delinquent exekutiert wurde. Zum anderen war der in die Erde eingelassene Richtpfahl erforderlich, um das Speichenrad darauf zu befestigen, auf das nach dem Rädern der Gerichtete geflochten wurde, sodass dieser sich gewissermaßen liegend auf dem Rad befand.
Dieses fand auch in der künstlerischen Verarbeitung seinen Ausdruck wie beispielsweise im Bauernkriegspanorama von Werner Tübke und von Pieter Bruegel in dem Gemälde Triumph des Todes.